# 光褐菊蚜
光褐菊蚜（学名：Macrosiphoniella sanborni）为常蚜科小長管蚜屬下的一个种。